# Хэнсон, Вики Линн
Вики Хэнсон — американский учёный в области информатики и взаимодействия человека с компьютером. С июля 2016 года по июнь 2018-го возглавляла Ассоциацию вычислительной техники (ACM). Помимо ACM, куда она входила с 2004 года, Хэнсон является членом Британского компьютерного общества (с 2008) и Королевского общества Эдинбурга (с 2013).
Получила степень бакалавра психологии в Колорадском университет в 1974 году, магистра когнитивной психологии в Орегонском университете в 1976-м и кандидата когнитивной психологии в Орегоне в 1978-м. В Колорадо занималась коммуникативными нарушениями в рамках психологии, патологии речи и аудиологии. В Орегоне круг её интересов расширился и включил психолингвистику и прикладную когнитивную психологию. После защиты диссертации она проработала некоторое время в Институте биологических исследований имени Солка в Ла-Холье и затем в Лабораториях Хаскинса в Нью-Хейвене, где занималась амсленом и обучением глухих детей и взрослых чтению. Ей удалось установить связь между успешностью такого обучения и наличием и использованием фонологических мысленных представлений, сформированных без возможности слышать разговорный язык.
На 2016 год Хэнсон работает в Рочестерском технологическом институте на позиции выдающегося профессора (англ. distinguished professor), где входит в состав кафедр человеко-компьютерного взаимодействия и доступности. В Университете Данди она занимает должность профессора, возглавляет кафедру инклюзивных технологий и ведёт исследования по доступности технологических достижений для пожилых и инвалидов.
В 1986—2009 работала исследователем и менеджером в Исследовательском центре Томаса Уотсона IBM Research в Нью-Йорке. Одним из её успешных проектов там стал HandsOn, приложение для компьютерной поддержки двуязычного (амслен+английский) обучения глухих детей, где комбинация языков помогала изучить их оба. Приложение имело полушуточное название, звучанием напоминавшее как фамилию Хэнсон, так и hands-on, английскую идиому для практического обучения. При этом HandsOn был разработан на пике технологии 1990-х, с объектно-ориентированным проектированием, оптическими дисками с произвольным доступом, сенсорным экраном и т. п. Система была внедрена во многих школах для глухих в США и Канаде и получила ряд наград в 1992 году. Когда HandsOn стала технически устаревать, её заменили аналогом, использующим потоковое мультимедиа и работающим через интернет-браузер.
В 2000 году Хэнсон основала группу исследований доступности (англ. Accessibility Research Group) на базе того же IBM Research и свежеоткрытого IBM Центра мировой доступности (Worldwide Accessibility Center). Одним из первых плодов её группы стали расширения для браузеров Internet Explorer и Firefox для улучшения веб-доступности для людей со зрительными, моторными и когнитивными нарушениями. Первоначальные исследования проводились на пожилых людях через организацию SeniorNet, но впоследствии расширения разошлись по 26 странам и получили широкое признание, отмеченное многочисленными премиями: «продукт года» в 2003 (NCD), «лучшее исследование новых способностей» в 2004 (NFF), премия да Винчи в 2004 (NMSS), «деловой партнёр XXI века» в 2006 (Goodwill), «корпорация-визионер» в 2008 (Lighthouse). Проект получил множество продолжений, часть его входит в GPII — Global Public Inclusive Infrastructure, на его основе появился первый доступный для всех трёхмерный виртуальный мир.
В 2009 году Хэнсон перешла в вычислительную школу шотландского Университета Данди, откуда работала совместно с Ньюкаслским университетом в проекте под названием «Социальный инклюзив через цифровую экономику» (англ. Social Inclusion Through the Digital Economy, SiDE). Целью проекта было удостовериться, что цифровые технологии, стремясь в будущее, не оставляют инвалидов и людей с нарушениями восприятия в прошлом. Проект был оценён как успешный и переродился в проект BESiDE, включавший планы по проектированию зданий, удобных для слепых, получивший многомиллионную поддержу от Исследовательского совета Великобритании.
С 2011 Хэнсон уделяет часть времени работе в Рочестерском технологическом институте, но продолжает вести шотландские проекты SiDE и BESiDE.